# Дениз Левертов
Дениз Левертов (на английски: Denise Levertov) е американска поетеса, писателка и преводачка от английски произход.

## Биография и творчество
Дениз Левертов е родена на 24 октомври 1923 г. в квартал Илфорд, Лондон, Есекс, Англия. Баща ѝ, Пол Левертов, е руски евреин, потомък на равин от Русия – основател на хабадския клон на хасидизма. Той е бил преподавател в университета в Лайпциг и като руски хасидски евреин е бил държан под домашен арест по време на Първата световна война като „вражески чужденец“ по силата на етническата си принадлежност, след което емигрира в Англия и става англикански свещеник, след като приема християнството. Дениз получава домашно образование, заедно с по-голямата си сестра Олга, като проявява ентусиазъм към писането от ранна възраст и изучава балет, рисуване, пиано и френски език. Пише стихове от ранна възраст. На 17-годишна възраст е публикувано първото ѝ стихотворение.
По време на Втората световна война и германските бомбардировки над Лондон (Блиц) работи като цивилна медицинска сестра в болницата „Свети Лука“. Първата ѝ книга, стихосбирката „Двойният образ“, е издадена през 1946 г.
През 1947 г. се омъжва за писателя Мичъл Гудман, остават за няколко месеца в Париж и Флоренция, и живеят в САЩ от 1948 г., главно в Ню Йорк. Имат син – Николай. Развеждат се през 1975 г. Тя е натурализирана като американски гражданин през 1955 г. 
В САЩ работи като редактор на поезия в списание The Nation. Под влиянието на американската култура и поезия, и основно от поетите от Блек Маунтин и Уилям Карлос Уилямс, променя своята насока на творчество и стил. Става известна със стихосбирката си „Тук и сега“ от 1956 г. През 60-те и 70-те години става много по-активна политически в живота и работата си.Като редактор на поезия, тя успява да подкрепи и публикува творчеството на феминистки и други леви активистки поети. Войната във Виетнам е особено важен акцент в нейната поезия, като често в нея се преплита личното и политическото, като в стихотворението ѝ „Танцът на скръбта“, което говори за смъртта на сестра ѝ. Също така в отговор на войната във Виетнам, тя се присъединява към Лигата на съпротивата на войната и е член-основател на антивоенния колектив RESIST. В творчеството ѝ има много социални и политически мотиви.
В последната част от живота си работи в сферата на образованието. След като се премества в Съмървил, Масачузетс, преподава в университета „Брандейс“, Масачузетския технологичен институт и университета „Тъфтс“. Преподавала е известно време във Вашингтонския университет в Сиатъл и в периода 1982 – 1993 г. е редовен професор по английска филология в Станфордския университет. През 1984 г. получава докторска степен по литература от колежа „Бейтс“ в Луистън. След оттеглянето си от преподаването, пътува в продължение на една година, правейки поетични четения в САЩ и Англия.
Тя е авторка на 20 книги с поезия, критика и преводи, и е редактор на няколко антологии. За творчеството си получава много награди и отличия, включително мемориалната награда Shelley, медала „Робърт Фрост“, наградата „Ленор Маршал“ за поезия, наградата „Ланан“, стипендии от Националния институт за изкуства и литература и фондация „Гугенхайм“.
Дениз Левертов умира от усложнения, причинени от лимфома, на 20 декември 1997 г. в Сиатъл.

## Произведения

### Поезия
- The Double Image (1946)[1]
- The Sharks (1952)
- Here and Now (1956)
- Overland to the Islands (1958)
- With Eyes at the Back of Our Heads (1959)
- The Jacob's Ladder (1961)
- O Taste and See: New Poems (1964)
- The Sorrow Dance (1967)
- Life At War (1968)
- At the Justice Department (1969)
- Relearning the Alphabet (1970)
- To Stay Alive (1971)
- Footprints (1972)
- The Freeing of the Dust (1975)
- Life in the Forest (1978)
- Wedding-Ring (1978)
- Candles in Babylon (1982)
- The May Mornings (1982)
- Oblique Prayers: New Poems (1984)
- Breathing the Water (1987)
- A Door in the Hive (1989)
- Evening Train (1992)
- A Door in the Hive / Evening Train (1993)
- The Sands of the Well (1996)

издадени в България
- Уханието на живота, изд.: „Народна култура“, София (1979), прев. Красин Химирски

### Проза
- The Poet in the World (1973) – есета[1]
- Light Up the Cave (1981)
- New & Selected Essays (1992)
- Tesserae: Memories & Suppositions (1995)

### Преводи
- Black Iris: Selected Poems by Jean Joubert (1988) – стихове от Жан Жубер